# Acheron (djur)
Acheron är ett släkte av insekter. Acheron ingår i familjen fjärilsländor.
Kladogram enligt Catalogue of Life:
| Acheron | \| \| Acheron jianfanglinganus \| \| \| \| \| \| Acheron trux \| \| \| \| |
|         | \| \| Acheron jianfanglinganus \| \| \| \| \| \| Acheron trux \| \| \| \| |
|         | Acheron jianfanglinganus                                                  |
|         |                                                                           |
|         | Acheron trux                                                              |
|         |                                                                           |